# کن فلچر
 کن فلچر (انگلیسی: Ken Fletcher؛ زاده ۱۵ ژوئن ۱۹۴۰ درگذشته ۱۱ فوریهٔ ۲۰۰۶) یک تنیس‌باز اهل استرالیا بود.